# Microrregión de Umbuzeiro
La microrregión de Umbuzeiro es una de las microrregiones del estado brasileño de Paraíba perteneciente a la mesorregión Agreste Paraibano. Su población fue estimada en 2006 por el IBGE en 52.345 habitantes y está dividida en cinco municipios. Posee un área total de 1.167,974 km².

## Municipios
- Aroeiras
- Gado Bravo
- Natuba
- Santa Cecília
- Umbuzeiro

- Datos: Q2667237